# Nay, Manche

Nay este o comună în departamentul Manche, Franța. În 1 ianuarie 2022 avea o populație de 68 de locuitori.